# Джерело № 14 (Кваси)
Джерело № 14 — гідрологічна пам'ятка природи місцевого значення. Об'єкт розташований на території Рахівського району Закарпатської області в селі Кваси.
Площа — 0,5 га, статус отриманий у 1984 році.
Охороняється джерело мінеральної води та прилегла територія. Вода хлоридно-гідрокарбонатно-натрієва, загальна мінералізація — 3,3 г/л. Мікроелементи — марганець, нікель, миш'як, метаборна кислота. Придатна для лікування захворювань органів травлення.